# Bulbophyllum ochthochilum
Bulbophyllum ochthochilum là một loài phong lan thuộc chi Bulbophyllum.